# Филарх (историчар)
Филарх (стгрч. Φυλαρχος Φυλαρχος) је антички историчар реторичког стила који је живео у 3. веку пре нове ере., чије је главно дело „Историја“ (Ιστοριαι).

## Биографија
Тачно место његовог рођења је непознато, вероватно је то била Атина, Сикион или Наукратис. О важним датумима Филарховог живота може се говорити са већим поверењем. Од Полибија сазнајемо да је Филарх био Аратов савременик и да је говорио о истим догађајима као и Арат у својој историји. Арат је умро 213. п. н. е., а његово дело завршава 220. године п. н. е. Стога се може претпоставити да је Филарх живео до око 215. године п. н. е.

### Зборник радова
Филарх је писао кратке радове на историјске и митолошке теме. Међутим, славу му је донела „Историја“, посебно историја Пелопонеза. Дело је написано у 28 томова и обухвата период од 50 година од Пировог похода на Пелопонез (272. п. н. е.) до смрти спартанског краља Клеомена III (219. п. н. е.).

### Стил
Филархова дела су била упечатљив пример историјског наратива реторичког стила. Језик његове „Историје“ је жив и драматичан. Тако је Филарх вероватно настојао да импресионира читаоца. Међутим, вредност дела је донекле смањена услед употребе анегдота, честих одступања од предмета описа, као и опште антимакедонске оријентације дела.

### Филархове процене
Историчар Полибије даје Филарху прилично негативну оцену. Он назива Филарха непријатељем Ахејског савеза и такође напомиње да „у његовим изјавама сви су првенствено погођени неразумевањем и незнањем познатих субјеката – државе и богатства хеленских држава, а историчари би то пре свега требало да знају“. Полибија понавља Плутарх. Али у његовој оцени има мање оштрине. Вероватно зато што је историчар позајмио доказе Филарха када је описивао краљеве.

### Дела
Филархова дела нису сачувана, али су фрагменти дошли до нас у делима Плутарха, Помпеја Трога и Атинеја. Ове одломке су накнадно објавили Лухт (1836), Брукнер (1839), Милер 1841, као и Фелик Јацоби Фрагменте дер Гриецхисцхен Хисторикер.